# Fearless (Fleur East)
Fearless è il secondo album in studio della cantante britannica Fleur East, pubblicato nel 2020.

## Tracce
1. Easy to Love – 3:19
2. Lucky – 3:35
3. There She Go – 3:24
4. Size – 2:15
5. On and On – 2:56
6. Mine – 3:18
7. No Boy No Cry – 2:59
8. Things I Should've Said – 3:10
9. Figured Out – 3:04
10. Fame – 2:23
11. Who You Are (featuring Nia Ekanem) – 3:39
12. Favourite Thing – 3:14
13. Absence – 3:27